# اوروسی (کالیفرنیا)
اوروسی (به انگلیسی: Orosi) یک منطقهٔ مسکونی در ایالات متحده آمریکا است که در شهرستان تولار، کالیفرنیا واقع شده‌است. اوروسی ۶٫۳۳۴ کیلومتر مربع مساحت و ۸٬۷۷۰ نفر جمعیت دارد و ۱۱۴ متر بالاتر از سطح دریا واقع شده‌است.